# 義經 (大河劇)
《義經》是2005年由日本放送協會製播的第44部大河劇。由瀧澤秀明主演。
本劇改編自宮尾登美子的小說。以平安時代末期的武將、即開創鎌倉幕府的源賴朝之弟、活躍於源平合戰的源義經做為主角。對年輕時義經與平清盛的親子關係有新的見解與表現方式。而在老獪的後白河法皇翻弄之下，也使源平雙方都產生了悲哀的故事。
源義經是繼1966年的「源義經」後第二度被做為大河劇題材搬上螢幕，不同的是1966年版的是以村上元三的同名小說改編。

## 幕後人員
- 原作：宮尾登美子 「宮尾本平家物語」、「義經」
- 劇本：金子成人
- 音樂：岩代太郎
- 主題曲演奏：NHK交響樂團
- 主題曲指揮：維拉迪米爾·阿胥肯納吉（Vladimir Ashkenazy）
- 演奏：東京都交響樂團
- 資料提供：村上元三
- 劇本協助：川上英幸、眞鍋由紀子
- 題字：陳燮君
- 主題曲畫作：宮田雅之
- 旁白：白石加代子
- 時代考證：奧富雅之
- 風俗考證：二木謙一
- 建築考證：平井聖
- 服裝考證：小泉清子
- 藝能考證：橋本裕之、野村萬之丞
- 所作指導：猿若清三郎
- 武術指導：林邦史朗
- 馬術指導：田中光法
- 香指導：岩本砂重子
- 京御所語言指導：小林由里
- 駿河語言指導：小杉幸彥
- 笛指導：稻葉明德
- 攝影協力：岩手縣江刺市、京都市、山梨縣
- 製作統籌：諏訪部章夫
- 導演：放送日程記載
- 旁白：柿沼郭（開場）、平野啟子（本編後的義經紀行）
- 女高音：森麻季
- 富魯格號（Flugel Horn, 小喇叭家族樂器的一種）演奏：瑟爾給·納卡里亞可夫（Sergei Nakariakov）
- 鋼琴演奏：松下奈緒
- 京胡演奏：吳汝俊

## 出演

### 圍繞在義經身邊的人們
- 牛若→遮那王→源義經（上井總一郎→神木隆之介→瀧澤秀明）
- 武藏坊弁慶（松平健）
- 宇津保／空穗（守山玲愛→上戶彩）
- 伊勢三郎（南原清隆）
- 駿河次郎（氏木毅）
- 喜三太（伊藤淳史）
- 佐藤忠信（海東健）
- 佐藤繼信（宮内敦士）
- 鷲尾三郎→鷲尾義久（長谷川朝晴）
- 馬籠（高野志穗）
- 千鳥（中島知子（黑白棋））
- 萌（尾野真千子）
- 今若（中村陽介）
- 乙若（吉川史樹）
- 靜（石原聰美）
- 磯禪師（床島佳子）
- 一條長成（蛭子能收）
- 源義朝（加藤雅也）
- 常盤（稻森泉）

### 源氏
- 源賴朝（池松壯亮→中井貴一）
- 北條政子（財前直見）
- 源範賴（石原良純）
- 龜之前（松島尚美（黑白棋））
- 大江廣元（松尾貴史）
- 三善康信→善信（五代高之）
- 和田義盛（高杉亘）
- 梶原景季（小栗旬）
- 大庭景義（伊藤敏八）
- 牧之方（田中美奈子）
- 北條宗時（姬野惠二）
- 北條義時（木村昇）
- 安達盛長（草見潤平）
- 比企尼（二木照美）
- 仁田忠常（上杉陽一）
- 土肥實平（谷本一）
- 三浦義澄（小倉馨）
- 安田義定（真實一路）
- 木曾義仲
- 巴（小池榮子）
- 中原兼遠（森下哲夫）
- 樋口兼光（堤大二郎）
- 今井兼平（古本新之輔）
- 根井行親（市川勉）
- 楯親忠（山崎秀樹）
- 源仲綱 （光石研）
- 木曾義高（富岡涼）
- 大姬（野口真緒）
- 那須與一（今井翼（瀧與翼））
- 湛增（原田芳雄）
- 土佐坊昌俊（六平直政）
- 新宮十郎義盛→源行家（大杉漣）
- 梶原景時（中尾彬）
- 北條時政（小林稔侍）
- 源賴政（丹波哲郎）

### 奧州藤原氏
- 藤原秀衡（高橋英樹）
- 桔梗（鶴田清）
- 藤原國衡（長島一茂）
- 藤原泰衡（渡邊一惠）
- 藤原忠衡（佑季良一）
- 佐藤基治（加世幸市→大出俊）

### 朝廷
- 後白河法皇（平幹二朗）
- 丹後局（夏木真理）
- 平知康（草刈正雄）
- 藤原基房（中丸新將）
- 藤原成親（森源次郎）
- 西光法師（向雲太郎）
- 藤原成經（宮内宏道）
- 平康賴（內田龍磨）
- 俊寬僧都（村松卓矢）
- 以仁王（岡幸二郎）
- 高倉天皇（馬場徹）
- 安德天皇（市川男寅）
- 守貞親王（水谷大地）
- 後鳥羽天皇（三俣凱）

### 京都的人們
- 覺日律師（鹽見三省）
- 手古奈（上原美佐）
- 孤兒・五足（北村有紀哉）
- 孤兒・鳥丸（高橋耕次郎）
- 宇津保之兄・大日坊春慶（荒川良良）
- 貉（後藤和夫→川島大）
- 朱雀之翁（梅津榮）
- 阿德（白石加代子）
- 茜（萬田久子）
- 金賣吉次（市川左團次）
- 鬼一法眼（美輪明宏）

### 平家
- 平知盛（森聖矢→阿部寬）
- 明子（夏川結衣）
- 平宗盛（伊藤隆大→鶴見辰吾）
- 經子（森口瑤子）
- 領子（加藤和子）
- 平重衡（岡田慶太→細川茂樹）
- 輔子（戶田菜穗）
- 建禮門院德子（中越典子）
- 平維盛（賀集利樹）
- 平資盛（小泉孝太郎）
- 平時忠（大橋吾郎）
- 平賴盛（三浦浩一）
- 平盛國（平野忠彥）
- 建春門院滋子（中江有里）
- 池禪尼（南風洋子）
- 大庭景親（伊藤敏八）
- 平清宗（鹽顯治→渡邊邦門）
- 能子（山口愛→後藤真希）
- 平重盛（勝村政信）
- 時子（松坂慶子）
- 平清盛（渡哲也）

## 放送

### 放送日程
第1回與最終回是一小時加長版。第36回因為遇到眾議院選舉特別節目而改為7:15～8:00播出。
| 放送回 | 放送日         | 標題           | 導演     | 收視率 （ビデオリサーチ的調查） |
| ------ | -------------- | -------------- | -------- | ------------------------------- |
| 第1回  | 2005年1月9日   | 命運之子       | 黛鄰太郎 | 24.2%                           |
| 第2回  | 2005年1月16日  | 我父是清盛     | 黛鄰太郎 | 25.5%                           |
| 第3回  | 2005年1月24日  | 源氏的小少爺   | 木村隆文 | 25.9%                           |
| 第4回  | 2005年1月30日  | 鞍馬的遮那王   | 黛鄰太郎 | 23.6%                           |
| 第5回  | 2005年2月6日   | 五條的大橋     | 黛鄰太郎 | 26.9%                           |
| 第6回  | 2005年2月13日  | 我兄是賴朝     | 木村隆文 | 24.0%                           |
| 第7回  | 2005年2月20日  | 夢之都         | 木村隆文 | 23.6%                           |
| 第8回  | 2005年2月27日  | 決別           | 黛鄰太郎 | 22.2%                           |
| 第9回  | 2005年3月6日   | 義經誕生       | 黛鄰太郎 | 24.3%                           |
| 第10回 | 2005年3月13日  | 父親的面影     | 柳川強   | 22.7%                           |
| 第11回 | 2005年3月20日  | 暴風前夜       | 柳川強   | 22.6%                           |
| 第12回 | 2005年3月27日  | 驕傲的平家     | 木村隆文 | 19.6%                           |
| 第13回 | 2005年4月3日   | 源氏的決起     | 木村隆文 | 19.0%                           |
| 第14回 | 2005年4月10日  | 再見了奧州     | 黛鄰太郎 | 20.1%                           |
| 第15回 | 2005年4月17日  | 兄與弟         | 黛鄰太郎 | 21.9%                           |
| 第16回 | 2005年4月24日  | 試練之時       | 柳川強   | 19.9%                           |
| 第17回 | 2005年5月1日   | 辨慶哭泣的地方 | 柳川強   | 20.7%                           |
| 第18回 | 2005年5月8日   | 清盛死去       | 木村隆文 | 19.0%                           |
| 第19回 | 2005年5月15日  | 告訴兄長       | 木村隆文 | 19.6％                          |
| 第20回 | 2005年5月22日  | 鎌倉的人質     | 黛鄰太郎 | 19.7％                          |
| 第21回 | 2005年5月29日  | 出陣           | 黛鄰太郎 | 21.0%                           |
| 第22回 | 2005年6月5日   | 宿命的上洛     | 柳川強   | 21.7%                           |
| 第23回 | 2005年6月12日  | 九郎與義仲     | 柳川強   | 18.9%                           |
| 第24回 | 2005年6月19日  | 動亂之都       | 木村隆文 | 20.9%                           |
| 第25回 | 2005年6月26日  | 義仲最期       | 木村隆文 | 19.3%                           |
| 第26回 | 2005年7月3日   | 往修羅之道     | 一木正惠 | 18.7%                           |
| 第27回 | 2005年7月10日  | 一之谷的奇跡   | 黛鄰太郎 | 19.5%                           |
| 第28回 | 2005年7月17日  | 賴朝無情       | 柳川強   | 16.9%                           |
| 第29回 | 2005年7月24日  | 母親的遺言     | 黛鄰太郎 | 18.5%                           |
| 第30回 | 2005年7月31日  | 偷偷靠近的魔掌 | 大關正隆 | 17.3%                           |
| 第31回 | 2005年8月7日   | 飛往屋島       | 一木正惠 | 15.3%                           |
| 第32回 | 2005年8月14日  | 屋島的合戰     | 木村隆文 | 16.9%                           |
| 第33回 | 2005年8月21日  | 辨慶跑走       | 大關正隆 | 18.1%                           |
| 第34回 | 2005年8月28日  | 給妹妹的密信   | 黛鄰太郎 | 15.4%                           |
| 第35回 | 2005年9月4日   | 決戰・壇之浦   | 黛鄰太郎 | 21.1%                           |
| 第36回 | 2005年9月11日  | 源平無常       | 一木正惠 | 18.8%                           |
| 第37回 | 2005年9月18日  | 平家最後的秘密 | 木村隆文 | 18.4%                           |
| 第38回 | 2005年9月25日  | 遠離鎌倉       | 大關正隆 | 16.3%                           |
| 第39回 | 2005年10月2日  | 淚的腰越狀     | 黛鄰太郎 | 15.7%                           |
| 第40回 | 2005年10月9日  | 血之淚         | 一木正惠 | 13.5%                           |
| 第41回 | 2005年10月16日 | 兄弟絶緣       | 柳川強   | 15.5%                           |
| 第42回 | 2005年10月23日 | 鎌倉的陰謀     | 柳川強   | 13.5%                           |
| 第43回 | 2005年10月30日 | 堀川夜討       | 大杉太郎 | 15.3%                           |
| 第44回 | 2005年11月6日  | 再見了，靜     | 木村隆文 | 16.5%                           |
| 第45回 | 2005年11月13日 | 夢的去處       | 木村隆文 | 16.3%                           |
| 第46回 | 2005年11月20日 | 靜與靜         | 黛鄰太郎 | 15.6%                           |
| 第47回 | 2005年11月27日 | 安宅之關       | 柳川強   | 15.0%                           |
| 第48回 | 2005年12月4日  | 北方王者之死   | 木村隆文 | 16.9%                           |
| 最終回 | 2005年12月11日 | 朝向嶄新的國度 | 黛鄰太郎 | 19.7%                           |

### 總集編
2005年12月24日、25日播出。座談會於2005年12月16日、24日播出。
- 第1部「義經誕生」
- 第2部「軍神降臨」
- 第3部「英雄傳說」

## 週邊產品

### NHK大河劇導覽書
- 義經　前編・後編

### CD
- NHK大河劇「義經」音樂繪卷（原聲帶）

### DVD
- 義經 完全版 第壹集
- 義經 完全版 第貳集